# Grand Theft Auto: San Andreas
Grand Theft Auto: San Andreas (сокр. GTA: San Andreas, GTA: SA) — компьютерная игра в жанре action-adventure, разработанная студией Rockstar North и изданная компанией Rockstar Games. Пятая по счёту игра в серии Grand Theft Auto. Действие игры разворачивается в вымышленном штате Сан-Андреас. Главный герой — Карл «Си-Джей» Джонсон, который возвращается домой после смерти своей матери и узнаёт, что его банда потеряла большую часть своей территории. На протяжении игры он пытается восстановить банду, сталкивается с коррумпированными властями и влиятельными преступниками и постепенно раскрывает правду об убийстве своей матери.
Игра воспроизводится с точки зрения от третьего лица. По её миру можно перемещаться пешком или на автомобиле. Дизайн открытого мира позволяет игроку свободно перемещаться по всему Сан-Андреасу, состоящему из трёх городов: Лос-Сантос, Сан-Фиерро и Лас-Вентурас, основанных на Лос-Анджелесе, Сан-Франциско и Лас-Вегасе соответственно. Повествование основано на нескольких реальных событиях в Лос-Анджелесе, включая соперничество уличных банд Bloods и Crips, эпидемию крэка 1990-х годов, беспорядки в Лос-Анджелесе в 1992 году и скандал с «Рампарт». Для консоли PlayStation 2 игра была выпущена в октябре 2004 года. В вариантах для Windows и Xbox игра появилась в 2005 году. Расширенные версии были выпущены в 2010-х годах, в 2021 году последовала обновлённая версия.
Игра получила признание критиков, хваливших персонажей, повествование, дизайн открытого мира и визуальную точность. Смешанную оценку вызвали дизайн миссий и технические проблемы. Игра вызвала споры, когда в мини-игре «Hot Coffee» была обнаружена спрятанная сексуальная сцена. San Andreas стала самой продаваемой видеоигрой 2004 года и самой продаваемой игрой для PlayStation 2 с тиражом свыше 27,5 миллионов копий.

## Игровой процесс
Grand Theft Auto: San Andreas представляет собой компьютерную игру в жанре action-adventure с видом от третьего лица. Игрок управляет преступником Карлом «Си-Джеем» Джонсоном и выполняет миссии для продвижения по сюжету. Помимо миссий, игрок может свободно перемещаться по открытому миру игры и выполнять дополнительные побочные миссии. Многопользовательская игра даёт возможность двум игрокам путешествовать по миру. Вымышленный штат Сан-Андреас, составляющий открытый мир, включает в себя три города: Лос-Сантос, Сан-Фиерро и Лас-Вентурас. Города открываются по мере прохождения сюжетных миссий. Аэропорты позволяют быстро перемещаться из одного города в другой:1. По всей карте разбросаны безопасные дома, которые можно приобрести для сохранения игры и хранения транспортных средств:20.
Игрок может бегать, плавать и использовать транспортные средства для перемещения по миру. Для борьбы с врагами используются атаки ближнего боя, огнестрельное оружие и взрывчатка; в игре есть возможность стрелять из двух оружий сразу, а также на ходу из окна автомобиля. Оружие можно приобрести у торговцев, забрать у убитых врагов и найти по всему миру. В бою для наведения на цель используется функция автоматического прицеливания:42. Потерянное здоровье можно восполнить с помощью расходуемых предметов; также урон от огнестрельного оружия и взрывов можно сократить с помощью пронежилета. Если здоровье протагониста упадёт до 0, он возродится в больнице:100. Если игрок совершит преступление, правоохранительные органы могут начать его разыскивать, что отобразится в HUD в виде звёздочек. Количество звёздочек указывает на текущий уровень розыска; при максимальном шестом уровне за игроком отправляются полицейские вертолёты и военные:1. В игре представлено свыше 180 транспортных средств, включая легковые автомобили, мотоциклы, самолеты, лодки и транспортные средства с дистанционным управлением:6–11. Большинство из них можно оснастить такими модификациями, как гидравлика, системы закиси азота и стереосистемы:201–204.
В мире игроки могут сражаться за территорию, нападая на членов конкурирующих банд. Территория считается завоёванной, когда игрок выдерживает три волны ответных атак. Завоёванные территории периодически подвергаются нападениям вражеских банд — их необходимо успешно защищать, иначе они будут потеряны:196. Свободно перемещаясь по миру, игрок может заниматься кражей со взломом, тушением пожаров, сутенёрством, вождением такси и линчеванием:176–180. В San Andreas были добавлены ролевые элементы: за прохождение миссии игрок получает деньги, которые можно потратить на аксессуары, одежду, причёски и татуировки Си-Джея. Сбалансированное питание и физическая активность влияют на внешний вид и физические качества Си-Джея. Правильное питание и тренировки поддерживают здоровье, а потеря мышечной массы снижает боеспособность. В спортивных залах каждого города преподаются три стиля рукопашного боя — бокс, кикбоксинг и смешанные единоборства:144–145. Игра отслеживает отношение друзей Си-Джея к главному герою, на которое влияют его действия и внешность:1. В игре также отслеживаются приобретённые навыки, такие как вождение, обращение с огнестрельным оружием, объём легких, мускулатура и выносливость, которые улучшаются по мере их использования игроком:4. Игрок может встречаться с шестью разными девушками и приглашать их на ужин, выпивку или танцы:200–201.

## Сюжет
1992 год. После пяти лет, проведённых в Либерти-Сити, гангстер Карл «Си-Джей» Джонсон (Young Maylay) возвращается домой в Лос-Сантос, после того, как его мать погибает в дорожной перестрелке. По дороге домой Си Джея задерживают офицеры коррумпированного отдела C.R.A.S.H. во главе с Фрэнком Тенпенни (Сэмюэл Л. Джексон). Они угрожают обвинить Си Джея в убийстве другого офицера, если он не будет работать на них. Си-Джей возвращается на Гроув-стрит и воссоединяется со своим братом Шоном «Свит» Джонсоном (Фейзон Лав), сестрой Кендл Джонсон (Иоланда Уиттакер) и членами своей банды Биг Смоук (Клифтон Пауэлл) и Райдером (MC Eiht). Узнав, что банда Grove Street Families (GSF, с англ. — «Семьи с Гроув-стрит») потеряла большую часть своей территории, Карл решает ей помочь. Он воссоединяет расколовшиеся группировки GSF и вступает в союз с Цезарем Виальпандо (Клифтон Коллинз мл.), парнем Кендл и главарём банды Varrios Los Aztecas. Си-Джей и Цезарь становятся свидетелями встречи Смоука и Райдера с Тенпенни и вражеской бандой Ballas и узнают, что они предали GSF и несут ответственность за убийство матери Си Джея. Заподозрив подставу, Си-Джей спешит на помощь Свиту в схватке с Ballas.
После ранения в засаде Свит попадает в тюрьму, а Тенпенни увозит Си Джея в сельскую местность и заставляет его устранить свидетелей коррупции C.R.A.S.H. Си-Джей заводит дружбу с хиппи по прозвищу Правда (Питер Фонда) и главарём Триады Ву Зи Му (Джеймс Яэгаси). Си-Джей участвует в уличных гонках и выигрывает гараж в Сан-Фиерро, после чего пересекается с Синдикатом Локо. Проникнув в организацию, он выявляет её главаря: загадочного Майка Торено (Джеймс Вудс). Вместе с Цезарем и Триадой Си-Джей убивает Райдера и других главарей Синдиката Локо, после чего уничтожает их фабрику по производству наркотиков. Пережив нападение, Торено связывается с Си Джеем, выдавая себя за правительственного агента под прикрытием, и заручается его помощью в нескольких операциях в обмен на освобождение Свита из тюрьмы. В это время Си-Джей и Ву Зи Му открывают казино в Лас-Вентурасе и сталкиваются с конкурирующим казино, управляемым мафией.
Свита выпускают из тюрьмы. Он и Си-Джей возрождают GSF, прогоняют вражеские банды со своих территорий и восстанавливают влияние в Лос-Сантосе. Тенпенни арестовывают и судят за несколько тяжких преступлений, но обвинения снимают из-за отсутствия свидетелей, что вызывает массовые беспорядки в городе. Си-Джей вскоре находит убежище Смоука. Оба вступают в перестрелку. Си-Джей побеждает, а Смоук перед смертью признаётся, что увлёкся властью и деньгами. Приезжает Тенпени, который, угрожая Си Джею оружием, крадёт деньги Смоука и устраивает в здании взрыв, чтобы замести следы. Тенпенни уезжает на пожарной машине, но в итоге теряет управление и падает с моста с видом на Гроув-стрит. Си-Джей и его друзья наблюдают, как Тенпенни умирает от полученных травм. Семья и друзья Си-Джея празднуют победу в доме Джонсонов. В разгар празднования Си-Джей уходит проведать окрестности.

## Разработка
Rockstar North приступила к разработке San Andreas после выпуска Grand Theft Auto: Vice City в октябре 2002 года. В отличие от Vice City, которая разрабатывалась один год, на создание San Andreas ушло два года. За это время команде дали больше возможностей поэкспериментировать и переоценить предыдущие игры. Продюсер Лесли Бензис верил, что San Andreas переосмыслит серию Grand Theft Auto и «совершит революцию в открытом геймплее и ценностях производства видеоигр». Выпуск игры The Warriors от Rockstar Games изначально планировался на 2004 год, но потом был перенесён на 2005 год, чтобы задействовать высвобожденные ресурсы в разработке San Andreas. Бюджет San Andreas, по оценкам, составил почти 10 миллионов долларов.
Со времён первой части Grand Theft Auto у Rockstar North практически не было текучки кадров, что позволило разработчикам ознакомиться с серией получше:57. Некоторые разработчики жаловались на условия работы в Rockstar во время разработки San Andreas, поскольку не смогли взять перерыв после Vice City. Программист Гэри Форман боялся, что компания перешла в режим «вечного кранча», поскольку разработчики работали по 17 часов в день:200. Некоторые уволились из компании после разногласий с президентом Rockstar Сэмом Хаузером касательно условий работы:201–204, 227–228. Один постоянный сотрудник уволился, так как ему не нравился образ афроамериканцев и мрачный и бесчеловечный тон в продукции Rockstar, особенно в San Andreas и Manhunt:236–237.

### Технический дизайн и открытый мир
Мы любим Лос-Анджелес, всю эту бандитскую атмосферу и уличную культуру. Те времена [начало 90-х] в Лос-Анджелесе были очень важными. Мы давно знали, что франшиза должна оказаться там. Мы побывали на Восточном побережье в GTA3, а затем в Майами 80-х в Vice City, так что Лос-Анджелес начала 90-х казался нам очевидным местом.
Города в San Andreas вдохновлены реальными местами: Лос-Сантос — Лос-Анджелесом, Сан-Фиерро — Сан-Франциско и Лас-Вентурас — Лас-Вегасом:44. На ранней стадии разработки команда побывала в каждом городе и сфотографировала достопримечательности:61:40, включая территорию банд Лос-Анджелеса, которую, по мнению арт-директора Аарона Гарбута, было трудно запечатлеть, не увидев её собственноручно. Исследовательская группа Rockstar из Нью-Йорка сняла тысячи фотографий и видеозаписей:61. Площадь игрового мира составляет 36 км², что примерно в четыре-шесть раз больше, чем в Grand Theft Auto III и Vice City:44. Каждый город в San Andreas примерно такой же большой, как Вайс-Сити.
По мнению Бензиса, его сотрудничество с уроженцами Лос-Анджелеса Эстеваном Ориолом, Mister Cartoon и DJ Pooh помогло имитировать уличную культуру города 1990-х годов:40. Разработчики хотели, чтобы мир не выглядел как игрушечный городок. Гарбут хотел, чтобы игроки чувствовали, что могут остановиться в любой момент и открыть для себя что-то новое. Внутриигровые локации были вдохновлены реальными местами, такими как пригороды Лос-Сантоса в Комптоне (Калифорния) и мосты Сан-Фиерро у моста Золотые Ворота. Команда с энтузиазмом отнеслась к включению гор, лесов и пустыни — впервые в серии. С технической точки зрения вождение по открытой местности было вдохновлено игрой Smuggler’s Run:42. Продюсер и сценарист Дэн Хаузер считал, что возвращение в Лос-Сантос в третьем и последнем акте повествования позволит игроку взглянуть на него по-другому:122.
San Andreas был создан с использованием игрового движка RenderWare:74. Графический конвейер был полностью переделан для улучшения графики и масштаба, что позволило на 35—50 % увеличить количество полигонов на экране:74, включить отражения в реальном времени и объёмные лучи, а также уникальные модели для дня и ночи:45. По словам Гарбута, в мире насчитывается примерно 16 000 уникальных объектов и зданий:61. Текстуры создавали в высоком разрешении и сжали для платформ, неспособных их обрабатывать. Manhunt вдохновил San Andreas на элементы стелса:47. Благодаря улучшению сценарного языка появились новые возможности игрового процесса, недоступные в предшественниках, например, игра в казино.

### История и персонажи
На повествование повлияло несколько исторических событий, в том числе скандал в участке «Рампарт» Департамента полиции Лос-Анджелеса, эпидемия крэка 1990-х годов, беспорядки в Лос-Анджелесе в 1992 году и соперничество между уличными бандами Bloods и Crips. Сэм Хаузер был в восторге от внешности уличных банд и напуган их поведением. Сценаристы пытались с точностью изобразить насилие со стороны банд, не романтизируя его:54. Для помощи в написании сценария привлекли DJ Pooh, чтобы история была написана с точки зрения американца:236. Команда разработчиков посмотрела сотни голливудских фильмов, чтобы проникнуться атмосферой Калифорнии. Разработчики вдохновлялись фильмами «Ребята по соседству», «Цвета» и «Угроза обществу» и сравнивали локации с разными фильмами: сельскую местность с «Избавлением», Сан-Фиерро с «Буллитом» и Лас-Вентурас с «Казино»:77.
Хотя истории во многом не связаны друг с другом, San Andreas завершила начавшуюся с Grand Theft Auto III трилогию, в которой Rockstar исследовала 1980-е годы (Vice City), 1990-е (San Andreas) и начало 2000-х (III). Разработчики считали, что в 1990-х годах внимание всего мира было приковано к Калифорнии благодаря новостям и музыке, что хорошо отражено в игре:77. По словам Дэна Хаузера, сатира в игре направлена на «большую странность» американского потребительства и экшн-фильмов. Он отметил, что сценаристы старались превзойти друг друга в юморе. Команда хотела предоставить игрокам свободу выбора, сохраняя при этом интерес к сюжету. В игре задействовано свыше 400 актёров озвучки и свыше 60 000 реплик диалогов, в том числе более 7700 для Си Джея, благодаря чему игра попала в книгу рекордов Гиннесса. В среднем на каждого неигрового персонажа приходится около часа диалогов — для сравнения, в Vice City было порядка десяти минут:71.
На роль Си Джея Сэм Хаузер искал неизвестного актёра, поскольку счёл исполнение Рэем Лиоттой роли Томми Версетти в Vice City «противоречивым» из-за сходства с работами Лиотты в кино. Хаузер решил пригласить знаменитостей на второстепенные роли, в частности, Сэмюэла Л. Джексона на роль Тенпенни. По мнению Хаузера, неизвестность Young Maylay заставила Си Джея выглядеть очень по-человечески. Rockstar пригласила Young Maylay на прослушивание после разговора с DJ Pooh:41. Команда разработчиков дала Young Maylay свободу вложить в Си Джея свою индивидуальность. Команда пыталась сделать Си-Джея «самым человечным» персонажем и воссоздать вокруг него «самую насыщенную историю», чтобы игрок идентифицировал себя с ним:54. DJ Pooh сравнивал Си-Джея с Тупаком Шакуром из-за приверженности семье и способности становиться «хладнокровным» при необходимости:49. Разработчики добавили в игру возможность влиять на вес Си Джея, чтобы игроки чувствовали, что их действия могут иметь последствия. При создании нескольких общин разработчики вдохновлялись Западным побережьем 1990-х годов.

### Музыка
Rockstar занималась саундтреком совместно с лейблом Interscope Records. Во внутриигровом радио есть одиннадцать радиостанций с двадцатью диджеями, включая Эксла Роуза, Chuck D и Джорджа Клинтона, а также более чем в три раза больше лицензионных песен и оригинальной рекламы во вселенной, чем в Grand Theft Auto III. Функции радио были переделаны. Вместо зацикливания звуков каждая станция стала динамичной, что позволило рандомизировать порядок песен, делать точные прогнозы погоды и анонсы новостей, связанных с сюжетом. Майкл Хантер сочинил главную тему игры. Interscope выпустила два альбома для игры: двухдисковый альбом в ноябре 2004 года и бокс-сет из восьми дисков в декабре. В версиях игры, выпущенных после PlayStation 2, была добавлена дополнительная радиостанция, музыку для которой мог настраивать игрок.

## Выпуск и маркетинг
В октябре 2003 года материнская компания Rockstar Take-Two Interactive объявила, что следующая игра Grand Theft Auto выйдет в третьем квартале 2004 года. В декабре был зарегистрирован торговый знак GTA: San Andreas. Rockstar анонсировала игру в марте 2004 года. Её выпуск был запланирован на 19 и 22 октября в Северной Америке и Европе соответственно. Первые подробности и скриншоты показали на E3 2004 в мае. Тем временем в журнале Game Informer появилась статья, посвящённая игре, а в июле была опубликована обложка. Rockstar запустила официальный сайт и выпустили первый трейлер в августе, а второй — в сентябре. В сентябре Take-Two объявила о переносе выхода игры на 26 и 29 октября в Северной Америке и Европе соответственно и сообщила, что она будет выпущена для Windows в начале 2005 года. В конце 2004 года Rockstar заказала нарисованную вручную рекламу San Andreas по всему миру.
В октябре 2004 года хакеры слили в сеть раннюю версию игры. Rockstar заявила, что будет «активно заниматься этим вопросом», и попросила игроков поделиться доступной информацией. Игра была выпущена для консолей PlayStation 2 в октябре 2004 года. 8 октября 2005 года для PlayStation 2 была выпущена специальное издание, в которое вошёл дебютный документальный фильм Rockstar «Воскресный водитель» про автоклуб лоурайдеров в Комптоне. Также в издание вошло «Введение» — созданный на движке видеоролик, ранее вышедший на DVD с саундтреком к игре. В 21-минутном видеоролике рассказывается о событиях, предшествовавших Сан-Андреасу, с участием Си Джея, Свита, Биг Смоука, Райдера и Тенпенни. GameSpot порекомендовал фильм поклонникам серии. Крису Карлу из IGN понравилась озвучка, но он счёл повествование неинтересным и решил, что фильм сам по себе не стоит того, чтобы покупать специальное издание. В Японии игра была выпущена 25 января 2007 года компанией Capcom. В России игра была издана компанией 1С-СофтКлаб 12 февраля 2010 года.

## Порты
Grand Theft Auto: San Andreas вышла для Windows и Xbox 7 и 10 июня 2005 года в Северной Америке и Европе соответственно. Эта версия поддерживала более высокое разрешение экрана, дальность прорисовки и детализированные текстуры. Версия для Xbox была портирована на Xbox 360 20 октября 2008 года в рамках Xbox Originals, а версия для PlayStation 2 — на PlayStation 3 11 декабря 2012 года как часть PS2 Classics. 26 октября 2014 года версия Xbox Originals была заменена улучшенной версией в честь десятилетия игры; эта версия содержала более высокое разрешение, увеличенную дальность прорисовки, новый интерфейс и достижения. Версия PS2 Classics была заменена улучшенной версией 1 декабря 2015 года, а версия для PlayStation 2 была выпущена для PlayStation 4 5 декабря.
San Andreas вошла с Grand Theft Auto III и Vice City в сборник Grand Theft Auto: The Trilogy, выпущенный в Северной Америке для Xbox 8 октября 2005 года, для PlayStation 2 — 4 декабря 2006 года и для Mac OS X — 12 ноября 2010. Обновлённая версия The Trilogy с подзаголовком The Definitive Edition вышла для Nintendo Switch, PlayStation 4, PlayStation 5, Windows, Xbox One и Xbox Series X/S 11 ноября 2021 года, для Android и iOS — 14 декабря 2023 года. Оригинальные версии игры были убраны из цифровых площадок в пользу выпуска The Definitive Edition, но позже вернули в виде пакета в Rockstar Store.
Мобильный порт San Andreas был разработан студией War Drum Studios и вышел для устройств iOS 12 декабря 2013 года, для Android — 19 декабря, для Windows Phone — 27 января 2014 года и для Fire OS — 15 мая 2014 года. В порт была добавлена улучшенная графика, тени, модели персонажей и транспортных средств. В октябре 2021 года Meta Platforms объявила, что студия Video Games Deluxe разрабатывает VR-версию игры для Quest 2. В августе 2024 года Meta сообщила, что разработка VR-порта заморожена.

## Оценки и мнения
| Сводный рейтинг    | Сводный рейтинг |
| Агрегатор          | Оценка          |
| ------------------ | --------------- |
| GameRankings       | 95,08 %         |
| Metacritic         | 95/100          |
| Иноязычные издания |                 |
| Издание            | Оценка          |
| EGM                | 10/10           |
| Eurogamer          | 9/10            |
| Game Informer      | 10/10           |
| GameRevolution     | A               |
| GameSpot           | 9,6/10          |
| GameSpy            | 100/100         |
| IGN                | 9,9/10          |
| PALGN              | 9/10            |

По данным агрегатора рецензий Metacritic, Grand Theft Auto: San Andreas получила «всеобщее признание» критиков. На Metacritic San Andreas занимает пятое место в списке самых высокооценённых игр для PlayStation 2. Дэниел Докинз из PSM2 назвал игру «самой уникальной вселенной в истории консолей» после The Legend of Zelda: Ocarina of Time и «лучшим развлечением, которое могут предложить консольные игры». Редактор журнала Game Informer Эндрю Райнер назвал San Andreas развлечением в лучших своих проявлениях. San Andreas напомнила Мигелю Лопесу из GameSpy о том, почему он играет в игры: «Чтобы освободиться от ограничений реальности и исследовать живые, дышащие миры».
Некоторые рецензенты сочли мир San Andreas улучшением по сравнению с его предшественниками, отметив внимание к деталям в территориях и персонажах. Джереми Данэма из IGN отметил различия в погоде в каждом городе. Джереми Пэриш из сайта 1UP.com назвал мир «самой сложной и детализированной средой, когда-либо созданной для игры» и похвалил систему автомагистралей и социальную динамику. Лопес из GameSpy похвалил мир за точную имитацию Западного побережья США. Критики отмечали улучшение графики по сравнению с Vice City, особенно в отношении анимации, листвы, освещения и погодных эффектов. Крис Селл из PALGN назвал San Andreas одной из самых визуально захватывающих игр всех времён. Несколько рецензентов раскритиковали технические проблемы игры. Они жаловались на внезапно появляющиеся модели и нестабильную частоту кадров. Некоторые считали, что игра довела аппаратное обеспечение PlayStation 2 до предела.
Райнер счёл, что игровой процесс значительно улучшился по сравнению с предшественниками. Докинз заметил, что миссии редко повторяются, при этом самые сложные дополняются комедийными элементами. Джо Додсон из GameRevolution похвалил свободу, предоставленную игрокам. Пэриш расстроился, что импровизация из предыдущих частей серии отсутствует. Журналист газеты The New York Times Чарльз Хэрольд пришёл к выводу, что структура игры снижает удовольствие от выполнения миссий, поскольку после провала миссии игроку приходится проезжать большее расстояние и перепроходить перестрелку или погоню. Многие поддержали претензию рецензента. Некоторые журналисты ругали прицеливание, управление полётом, гонками, радиоуправляемой машиной и мини-игры. Добавление элементов ролевой игры получило высокую оценку за простоту, тонкость и эффективность.
Несколько критиков назвали сюжет лучшим в серии на момент выхода. Кристиан Рид из Eurogamer отметил, что игра сосредоточена на диалогах и постановке сцен, как в кат-сценах, так и за их пределами. Журналисту Game Informer Мэтту Миллеру понравилось, как сюжет высмеивает современную культуру. Некоторые рецензенты сравнили сюжет с голливудскими фильмами и аналогичной популярной культурой. Докинз посчитал, что финал превзошёл работы режиссёров Джерри Брукхаймера и Дона Симпсона. Критики высоко оценили игру актеров, особенно Young Maylay, Сэмюэля Л. Джексона, Джеймса Вудса и Дэвида Кросса. Джон Дэвидсон из Official U.S. PlayStation Magazine назвал Си-Джея «возможно, одним из самых проработанных и правдоподобных персонажей видеоигр, когда-либо созданных». По мнению Пэриша, добрый характер Си-Джея сделал его действия в игре менее правдоподобными, и эту проблему можно было обойти с помощью разветвлённого повествования.

### Версии для Windows и Xbox
| Сводный рейтинг       | Сводный рейтинг | Сводный рейтинг |
| Издание               | Оценка          | Оценка          |
| Издание               | PC              | Xbox            |
| --------------------- | --------------- | --------------- |
| GameRankings          | 91,94 %         | 92,29 %         |
| Metacritic            | 93/100          | 93/100          |
| Иноязычные издания    |                 |                 |
| Издание               | Оценка          | Оценка          |
| Издание               | PC              | Xbox            |
| GamePro               | 4,5/5           | 4,5/5           |
| GameSpot              | 9/10            | 9,2             |
| GameSpy               | 5/5             | 5/5             |
| GameZone              | 9,2/10          | 9,6/10          |
| IGN                   | 9,3/10          | 9,5/10          |
| PALGN                 | 9/10            | 8,5/10          |
| Русскоязычные издания |                 |                 |
| Издание               | Оценка          | Оценка          |
| Издание               | PC              | Xbox            |
| «Страна игр»          | 9 / 10          | N/A             |

По версии Metacritic, выпуск San Andreas для Windows и Xbox в июне 2005 года также получил «всеобщее признание». На Metacritic San Andreas занимает второе место в списке самых высокооценённых игр 2005 года для Windows после Civilization IV и третье для Xbox после Ninja Gaiden Black и Tom Clancy’s Splinter Cell: Chaos Theory.
Журналист интернет-портала PALGN Мэтт Келлер назвал версию игры для Windows лучшей. Аналогично высказался и обозреватель «Страны игр» И. Сонин, который посчитал, что XBox версия, в отличие от «более симпатичной» ПК, страдает от «необъяснимых недугов» со скрытыми подзагрузками и визуальными эффектами, что портят общий стиль. Рецензенты похвалили улучшенную графику, особенно детализированные текстуры и модели, большую дальность прорисовки, улучшенную частоту кадров, время загрузки и сглаживание, хотя некоторые сочли графику устаревшей для платформы. Келлер из PALGN заметил, что рост численности населения улучшило общую атмосферу в мире. Критики отмечали, что управление мышью и клавиатурой удобнее как консольных версий игры, так и предыдущих игр серии на Windows, особенно во время боевого игрового процесса. Управление автомобилем и раскладка клавиатуры, однако, получила неоднозначные отзывы критиков. Похвала была направлена на пользовательское радио, физическую упаковку и руководство. Одни критики жаловались на отсутствие изменений в структуре миссии, другие столкнулись с техническими трудностями, такими как внезапные и серьёзные зависания.
Эдуардо Закариас из GameZone назвал порт на Xbox «окончательной версией игры», а обозреватель GameSpy Уилл Таттл счел его лучше оригинала. Несколько рецензентов похвалили улучшенные ассеты, отражения, тени и время загрузки, а также добавление пользовательской радиостанции и режима воспроизведения видео, хотя Таттл счёл последнее бессмысленным без возможности сохранять видео. Некоторые критики сочли, что управление не было улучшено по сравнению с оригиналом, а другие отмечали регресс, но главный редактор GameSpot Джефф Герстман оценил использование аналоговых триггеров контроллера Xbox во время вождения. Иногда возникали некоторые технические проблемы, в том числе внезапно появляющиеся модели, нестабильная частота кадров и плохое сглаживание. Некоторые рецензенты жаловались на отсутствие значительных улучшений в графике.

### Мобильная версия
| Сводный рейтинг    | Сводный рейтинг |
| Агрегатор          | Оценка          |
| ------------------ | --------------- |
| GameRankings       | 83,69 %         |
| Metacritic         | 84/100          |
| Иноязычные издания |                 |
| Издание            | Оценка          |
| IGN                | 8,3/10          |
| Pocket Gamer       | 4,5/5           |
| TouchArcade        | 5/5             |
| Digital Spy        | 3/5             |

По версии Metacritic, мобильная версия San Andreas получила «в целом положительные» отзывы. Эли Ходапп из TouchArcade назвал её «лучшей игрой из когда-либо созданных». Критики отмечали удачную цену игры (6,99 $). Рецензенты высоко оценили графические улучшения порта, в том числе увеличенную дальность прорисовки, улучшенную частоту кадров и время загрузки, а также улучшенные модели, отражения, тени и освещение. Но Лейф Джонсон из IGN считал, что текстуры остались устаревшими.
Некоторые критики столкнулись с техническими проблемами, такими как внезапно появляющиеся модели. Скотт Николс из Digital Spy остался доволен добавлением системы контрольных точек в середине миссий. Ходапп назвал облачные сохранения одной из лучших особенностей в мобильной версии. Об управлении отзывались в целом положительно и считали улучшением по сравнению с предыдущими мобильными версиями серии. Хотя критики сошлись во мнении, что играть в порт лучше с контроллером.

### Продажи
За первую неделю Grand Theft Auto: San Andreas разошлась тиражом в 4,5 миллиона копий и превзошла продажи Vice City на 45 %. В США за шесть дней после выхода было продано 2,06 миллиона копий. Выручка за первую неделю составила 235 миллионов долларов. В Великобритании игра продалась тиражом в 677 000 копий и заработала свыше 24 миллионов фунтов стерлингов за два дня, установив рекорд по количеству проданных копий за выходные. Также игра стала самой продаваемой в стране, разойдясь тиражом свыше 1 миллиона копий и заработав 35 миллионов фунтов стерлингов за девять дней. В Австралии за первые выходные игра разошлась тиражом свыше 58 000 копий игры и стала одиннадцатой самой продаваемой в стране.
Майкл Пачтер из Wedbush Morgan подсчитал, что за три месяца игра принесла около 285 миллионов долларов прибыли. К концу года прибыль составила 400 миллионов. San Andreas стала самой продаваемой игрой 2004 года: в США было продано 5,1 миллиона копий, в Великобритании — свыше 1,75 миллиона. После выхода в Японии игра возглавила чарты: за первую неделю было продано свыше 227 000 копий. В апреле 2008 года San Andreas разошлась тиражом свыше 8,6 миллионов копий и стала самой продаваемой игрой в США. В 2009 году разошлась тиражом свыше 17,33 миллиона и стала самой продаваемой для PlayStation 2. В марте 2005 года мировые продажи достигли 12 миллионов копий, в апреле 2008 года — 21,5 миллиона, а в 2011 году — 27,5 миллиона.

## Скандал вокруг «Hot Coffee»
Перед получением возрастного рейтинга от Entertainment Software Rating Board (ESRB) разработчики вырезали из игры контент сексуального характера. Контент, однако, не был удалён из игры, а лишь скрыт. При изучении версии для PlayStation 2 моддеры обнаружили код мини-игры сесуального характера. После выпуска версии для Windows моддер Патрик Вильденборг разработал модификацию, возвращающую в игру вырезанный контент, названную «Hot Coffee» в честь эвфемизма, использованного в игре. За четыре недели его скачали более миллиона раз. После расследования ESRB присвоил игре новый рейтинг «Только для взрослых» (18+). Выпуск игры в Австралии был запрещён, пока откровенный контент не будет удалён. Федеральная торговая комиссия дала Rockstar и Take-Two предупреждение за нераскрытие информации о количестве присутствующего графического контента. Против компании был подан коллективный иск, в котором утверждалось, что компания ввела в заблуждение клиентов, считавших, что контент игры соответствует рейтингу «Для взрослых» (17+). В итоге ESRB оштрафовал разработчиков на 1 миллион долларов за нераскрытие графического контента.